# Atractus fuliginosus
Atractus fuliginosus är en ormart som beskrevs av Hallowell 1845. Atractus fuliginosus ingår i släktet Atractus och familjen snokar. Inga underarter finns listade.
Arten förekommer i norra Venezuela. Honor lägger ägg.